# Salangichthys
Salangichthys är ett släkte av fiskar. Salangichthys ingår i familjen Salangidae.
Kladogram enligt Catalogue of Life:
| Salangichthys | \| \| Salangichthys ishikawae \| \| \| \| \| \| Salangichthys microdon \| \| \| \| |
|               | \| \| Salangichthys ishikawae \| \| \| \| \| \| Salangichthys microdon \| \| \| \| |
|               | Hemisalanx                                                                         |
|               |                                                                                    |
|               | Neosalanx                                                                          |
|               |                                                                                    |
|               | Protosalanx                                                                        |
|               |                                                                                    |
|               | Salanx                                                                             |
|               |                                                                                    |
|               | Salangichthys ishikawae                                                            |
|               |                                                                                    |
|               | Salangichthys microdon                                                             |
|               |                                                                                    |

|  | Salangichthys ishikawae |
|  |                         |
|  | Salangichthys microdon  |
|  |                         |